# Папа Римський
Па́па (лат. papa, від грец. pappas, «отець»), або Па́па Ри́мський — голова католицької церкви. Єпископ Римський, наступник святого апостола Петра, вікарій Ісуса Христа на Землі. Західний патріарх римо-католицької церкви, один з п'яти великих християнських патріархів — Риму, Константинополя, Александрії, Антіохії і Єрусалима. Голова Ватикану (від 1929) і Святого Престолу. Колишній голова Папської держави. Архієпископ-митрополит Римської провінції, примас Італії й прилеглих островів. Має резиденцію в Апостольському палаці. Обирається кардиналами церкви на конклавах. Зазвичай займає римський престол довічно. Першим папою вважається Петро, апостол Ісуса Христа. З 8 травня 2025 року папою є Лев XIV. Першим папою, що проповідував християнство на українських теренах, був Климент I; першим папою, що відвідав Україну, — Іван Павло II. Також — понтифік (первосвященник), верховний понтифік (лат. pontifex maximus).

## Богословське підґрунтя

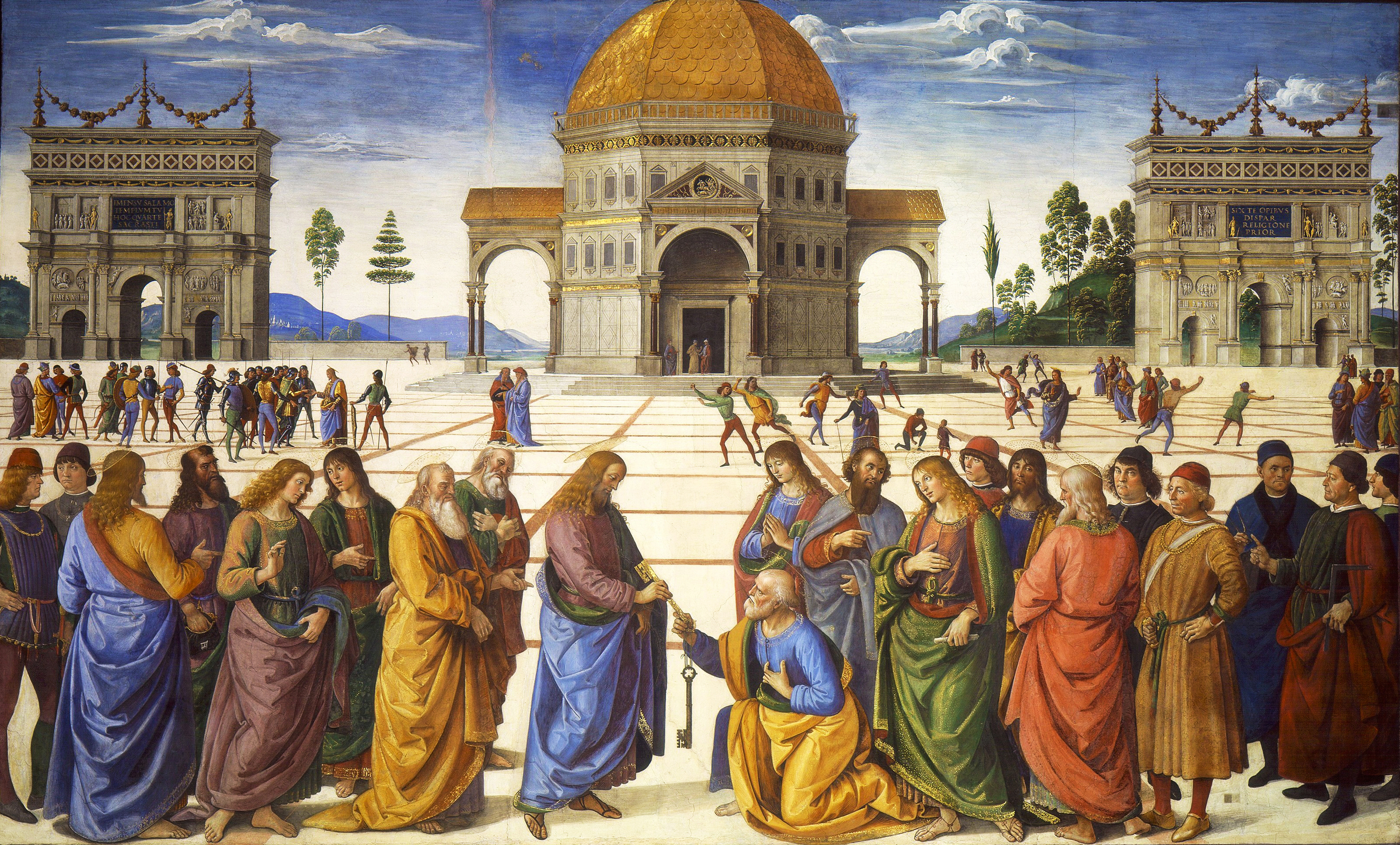
П'єтро Перуджино, «Вручення ключів Святому Петру». Традиційне зображення передачі Святому Петру ключів від Святого Престолу. Сикстинська капела Ватикан (1492)

Католицька церква обґрунтовує владу Римського єпископа наступництвом апостола Петра, що прийняв у Римі мученицьку смерть. Хоча Новий Заповіт містить лише відомості про подорож Петра до Антіохії (Гал. 2:11), про перебування Петра в Римі говорять передання перших століть існування християнства.
Католики вважають, що саме апостолові Петру Ісус заповідав очолити Церкву, і при цьому виділяють такі моменти Євангелія:
|  | Мт. 18:17–19 А Ісус відповів і до нього промовив: Блаженний ти, Симоне, сину Йонин, бо не тіло і кров тобі оце виявили, але Мій Небесний Отець. І кажу Я тобі, що ти скеля, і на скелі оцій побудую Я Церкву Свою, і сили пекла не переможуть її І ключі тобі дам від Царства Небесного, і що на землі ти зв'яжеш, те зв'язане буде на небі, а що на землі ти розв'яжеш, те розв'язане буде на небі! |

Тут Ісус назвав Симона сина Йони Петром (Πέτρος), що в перекладі з грецької означає Скеля.
|  | Ів. 21:15–17 Як вони вже поснідали, то Ісус промовляє до Симона Петра: Симоне, сину Йонин, чи ти любиш мене більше цих? Той каже Йому: Так, Господи, відаєш Ти, що люблю Тебе! Промовляє йому: Паси ягнята Мої! І говорить йому Він удруге: Симоне, сину Йонин, чи ти любиш Мене? Той каже Йому: Так, Господи, відаєш Ти, що люблю Тебе! Промовляє йому: Паси вівці Мої! Утретє Він каже йому: Симоне, сину Йонин, чи любиш Мене? Засмутився Петро, що спитав його втретє: Чи любиш Мене? І він каже Йому: Ти все відаєш, Господи, відаєш Ти, що люблю Тебе! Промовляє до нього Ісус: Паси вівці Мої! |

Богослови наголошують на тому, що Ісус порівнював вірних своєї Церкви з вівчарнею, а себе називав Пастирем.

## Повноваження
У Католицькій церкві влада Папи має винятковий характер. Конституції «Pastor aeternus» 1870 року наділяє Папу «найвищою і повною юрисдикцією над римо-католицькою церквою як у питаннях віри і моралі, так і в питаннях дисципліни і управління», а також владою «над кожною з церков, що перебувають у спілкуванні з Папою, і над кожним без винятку священником і вірянином, незалежно від будь-яких прав земної влади» (канон 218, № 1–2).
Адміністративний корпус, що керує справами Папи, називається Римська курія, збірна назва для Римської курії та Папи Римського в сукупності — Святий Престол.
У питаннях віри й моралі Папа стежить за чистотою віровчення, себто відкидає псевдовчення, керує місіонерською діяльністю, скликає Вселенські собори католицької церкви, веде їхні засідання (особисто або за допомогою уповноважених ним осіб), затверджує їхні рішення, переносить або розпускає собори (у випадку смерті папи під час собору, його засідання припиняються до виборів нового Папи). На Першому Ватиканському соборі 1870 року оголошено, що вчення у справах віри або моралі, які Папа проголошує урочисто ex cathedra, тобто як Пастир і Вчитель усіх християн, силою своєї найвищої апостольської влади, — вважаються непомильними і зобов'язують в усій церкві (Догмат про непомильність Папи).
Папа наділений найвищою судовою владою в церкві. Будь-яка судова справа може бути подана йому як до першої інстанції. Лише йому підсудні кардинали, нунції і єпископи, яких обвинувачують у карних злочинах. Папа вирішує справи в третій інстанції за апеляціями в церковних процесах. Звернення до світського суду з оскарженням вироку, який виніс папа, забороняється.
Папі належить найвища виконавча влада в церкві: він засновує, змінює й ліквідує єпископства; призначає, затверджує на посаді, переводить і зміщає єпископів; заповнює вакансії, розпоряджається на вищому рівні церковним майном, має право проголошувати блаженними й святими.
Папа — гарант усезагальності і єдності католицької церкви. Оскільки Папа — гарант єдності церкви, то й папська влада — суверенна. Через папу діють на повну силу й частини церкви. Єдиновладдя Папи необхідне для дотримання законності й для підтримки порядку всередині церкви.
Також Папа є головою світської держави Ватикан, що займає 44 гектари. У 756—1870 роках Папа керував так званою Папською державою, що займала значну частину півночі Італії.

## Титул
Повний титул згідно з Annuario Pontificio — щорічним виданням Ватикану (в дужках латиною):
1. Єпископ Риму (Episcopus Romanus);
2. Вікарій Христа (лат. Vicarius Christi);
3. Наступник Князя апостолів (Successor principis apostolorum);
4. Верховний первосвященник Вселенської церкви (походить від Pontifex Maximus — великий (найвищий) понтифік — титул найвищого жерця Давнього Риму, а згодом перших пап; наступність титулу видно в італійській і англійській назвах) (Caput universalis ecclesiae);
5. Примас Італії (Primatus Italiae);
6. Архієпископ-Митрополит Римської провінції (Archiepiscopus ac metropolitanus provinciae ecclesiasticae Romanae);
7. Суверен Ватиканської держави (Princeps sui iuris civitatis Vaticanae);
8. Раб рабів Божих (Servus Servorum Dei).

Інші:
1. Патріарх Заходу (Patriarcha Occidentis). У березні 2006 року в офіційному Папському виданні «Annuario pontificio» Бенедикт XVI цим титулом уже не підписався.
2. Вікарій Апостольського престолу.

## Традиції

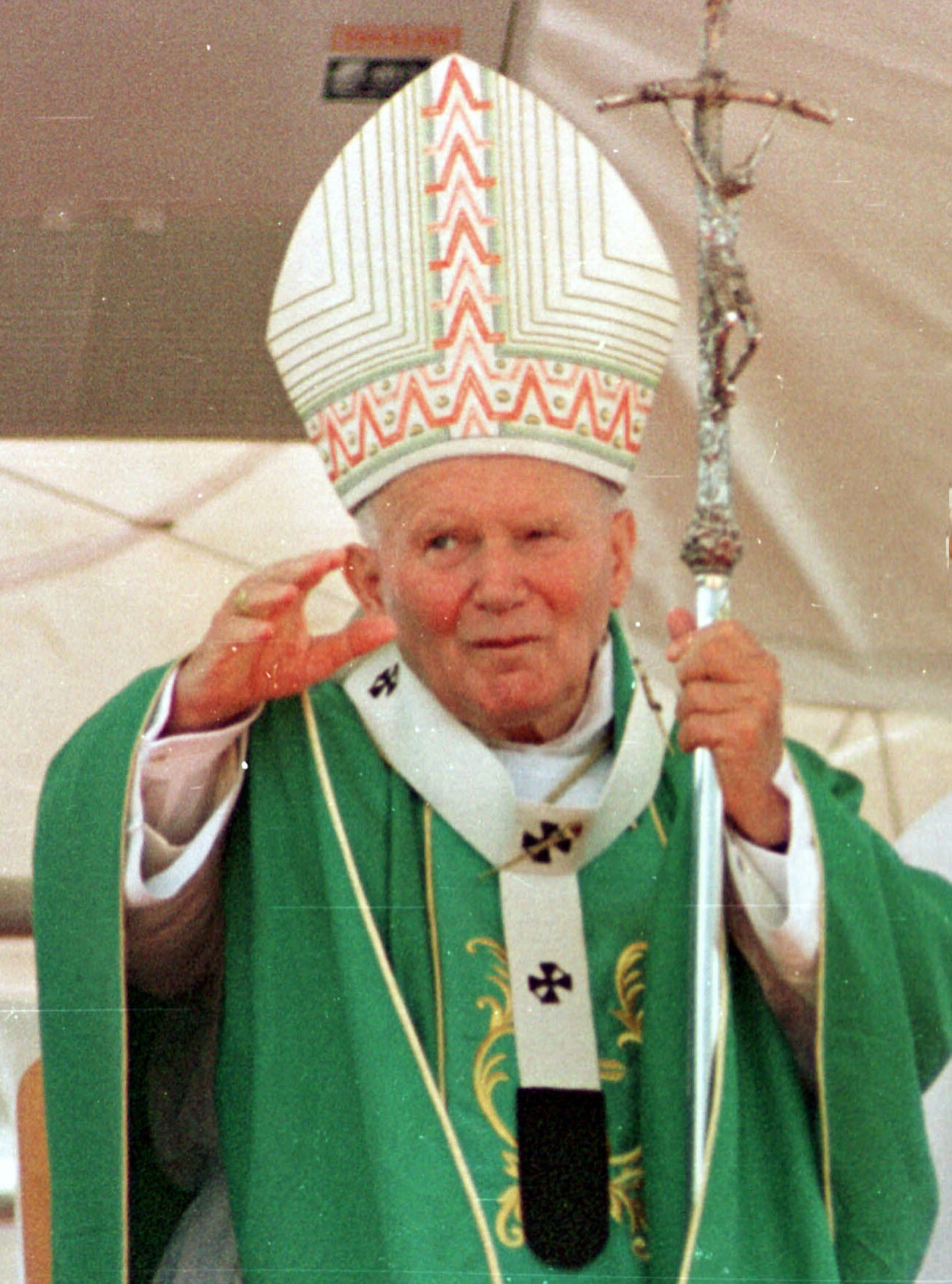
Іван Павло II під час генеральної авдієнції, 29 вересня 2004 року, площа св. Петра у Ватикані

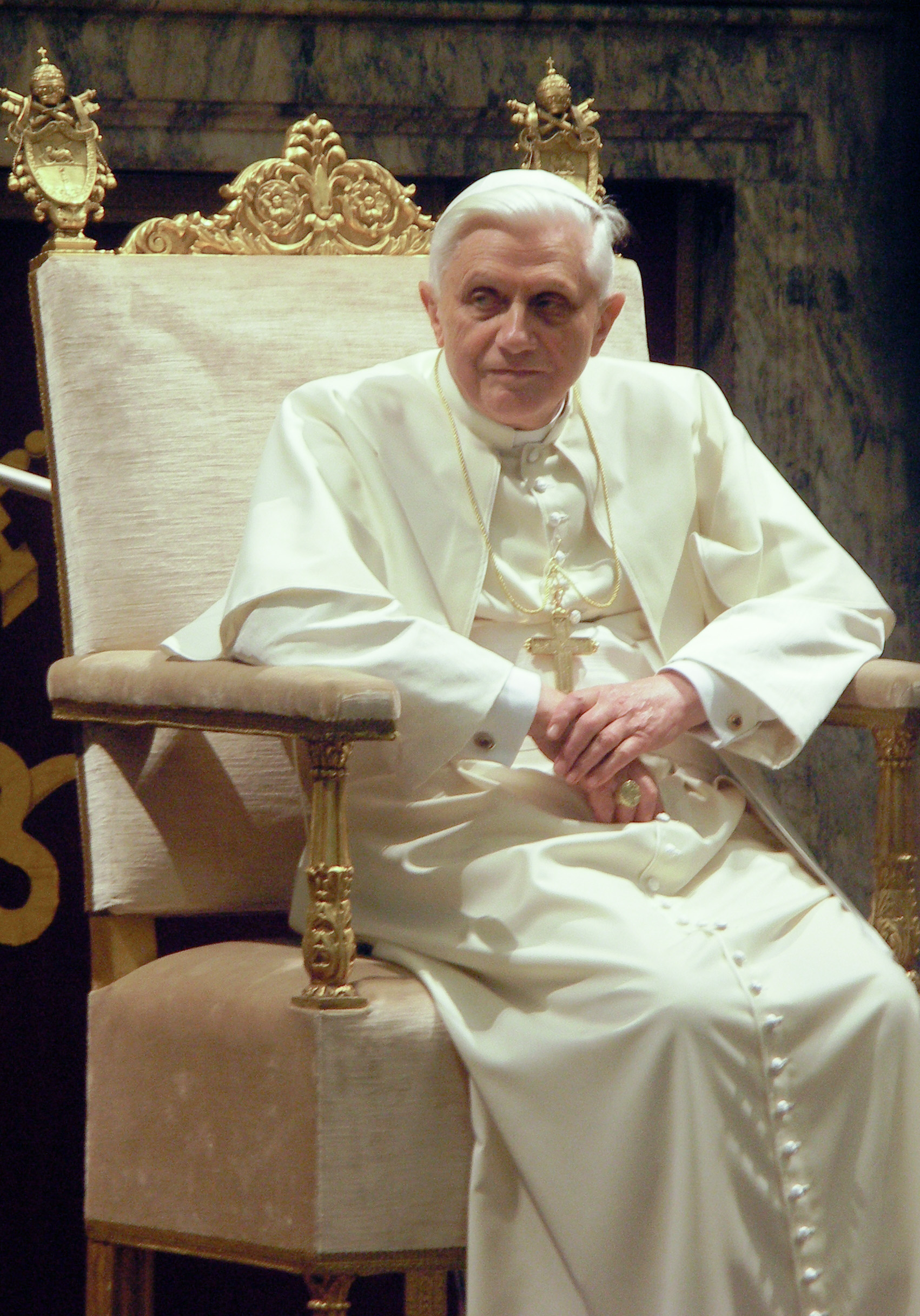
Бенедикт XVI

#### Вибори Папи Римського
Папа Римський обирається довічно на зборах кардиналів (конклаві) після смерті свого попередника (або зречення, що буває вкрай рідко). За канонами Католицької церкви, Папою може бути обраний будь-який неодружений чоловік-католик, однак на практиці останні кілька століть папами ставали винятково кардинали.

#### Ім'я Папи
Відразу після обрання на конклаві новий Папа вибирає собі ім'я і відповідний номер, під якими він буде правити. Після 1555 року всі Римські папи міняли ім'я при вступі на престол, хоча Папа формально робити це не зобов'язаний. Серед імен, які використовують найчастіше — Лев, Бенедикт, Климент, Пій, Григорій, Інокентій, а до 1410 року також Іоанн. За традицією, Папи ніколи не беруть ім'я Петра, яке носив апостол Петро.

#### Форми звертання
- Ваша Святосте
- Святий Отче
- Падре

#### Смерть Папи
Після того як камерленг офіційно засвідчить смерть Папи, починається період Sede vacante — вакантного престолу, що триває до виборів нового понтифіка. Після того як фізичну смерть папи римського засвідчать лікарі, за звичаєм відбувається наступний обряд, що підтверджує смерть юридично. Кардинал має лише тричі покликати померлого його хресним ім'ям у присутності папського церемоніймейстера, прелатів, секретаря та канцлера Апостольської палати. Раніше також мав тричі вдарити срібним молоточком по лобі померлого. Якщо Папа не відгукнувся, кардинал-камерленг вимовляє фразу на латині: «Vere Papa mortuus est», після чого камерленг ламає перстень рибалки, що символізує завершення правління Папи Римського. З цього моменту починається період Sede Vacante, протягом якого Святий Престол лишається не зайнятим до закінчення виборів нового папи.

#### Зречення
Кодекс канонічного права передбачає право Папи відректися від Престолу, причому це зречення не потребує утвердження: єдиною умовою дійсності зречення є вільно виражена воля Папи. Останнім Папою, що скористався цим правом, був Бенедикт XVI, який зрікся престолу 28 лютого 2013 року. Є припущення, що на початку 2000-х років Іван Павло II обмірковував можливість зречення у зв'язку з поганим станом здоров'я. Офіційно ця точка зору не підтверджена.
У березні 2015 року Папа Римський Франциск в інтерв'ю мексиканському телебаченню, присвяченому другій річниці обрання на папський престол, сказав: «У мене є відчуття, що мій понтифікат буде коротким: чотири-п'ять років. Не можу сказати точно, але мені здається, що Господь поставив мене на це місце не назавжди».

### Символи

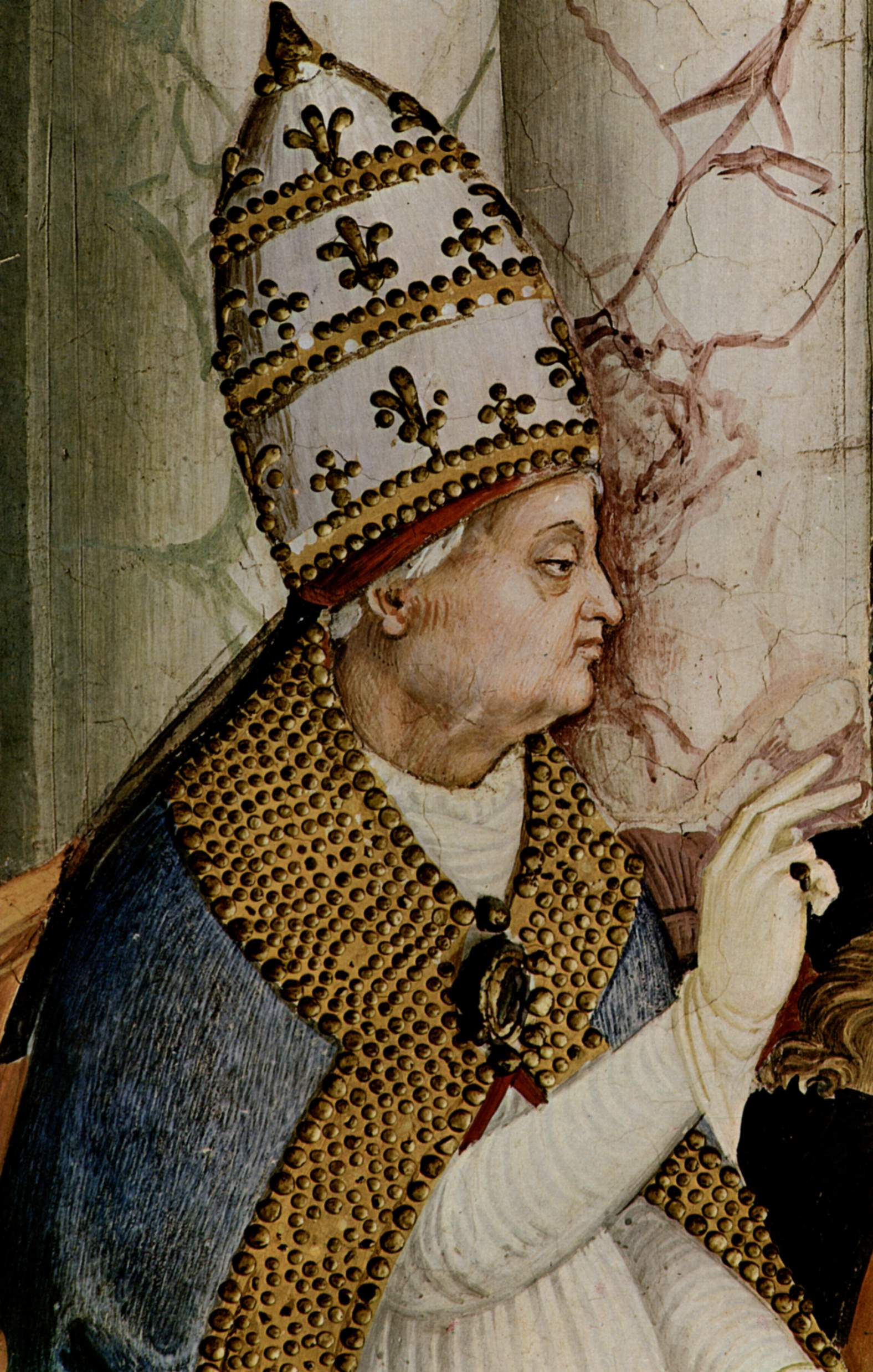
Папа Пій II в тіарі, малюнок Пінтуріккьо (1502–1507)

До символів, що відрізняють Папу від інших єпископів належить тіара, або потрійна корона.
Не відомо, коли римські єпископи почали використовували тіару, відомо лише, що це сталося до дару Костянтина. Тіара є символом папства, проте останнім часом не використовується. Павло VI продав власну тіару і віддав гроші бідним. Іван Павло I відмовився від коронації, Іван Павло II також ухилився від коронації і не носив тіари. Бенедикт XVI відмовився використати тіару навіть на власному гербі, хоча використав потрійну митру, як символ духовної влади.
Іншими особливими знаками є Кільце рибалки та печатка із зображенням святих Петра і Павла, призначена для штампування у свинцю та золоті найурочистіших документів, званих буллами.
Папа, на відміну від інших єпископів, не використовує зігнутого посоха, але використовує Папський хрест. Ця традиція була введена папою Інокентієм III.

## Папи Римські в Україні
На території України перебували та загинули мученицькою смертю Папи Римські св. Климент І (?100 р.) і Мартин І (655 р.).
Багато пап були лояльними до України.
23–27 червня 2001 року Іван Павло II відвідав з державним візитом Україну та відправив літургії у Києві та Львові.
У лютому 2015 року Папа Римський Франциск дав згоду приїхати в Україну.
13 травня 2025 року стало відомо, що Папа Римський Лев XIV збирається приїхати в Україну

## Список
З тринадцяти пап з 678 до 752 р. лише Бенедикт II та Григорій II були корінними римлянами; всі інші були грекомовними, і походили з Греції, Сирії або візантійської Сицилії. Багато пап цього періоду раніше служили папським апокрисіаріями (посланцями Патріарха) у Константинополі. Серію пап від Івана V до Захарія (685—752) іноді називають «візантійським полоном», оскільки лише один папа цього періоду, Григорій II, не був «східного» походження.
Попередній Папа Римський, Франциск — 266-й за лічбою, якщо вести відлік від Апостола Петра. Найдовше титул Папи Римського обіймав Пій IX (1846—1878): 31 рік, 7 місяців і 23 дні; найкоротше — Урбан VII (15–27 вересня 1590 року): правив протягом 13 календарних днів, помер до інтронізації.
Стефан (23–26 березня 752 року) помер від інсульту через три дні після обрання і не встиг пройти обряд посвячення в єпископи. Спочатку він не був визнаний дійсним папою та його не занесли до списку пап; але, відповідно до давньої практики Римської Церкви, тепер його вважають одним з римських пап, що створює труднощі в нумерації пізніших пап на ім'я Стефан. Annuario Pontificio Святого Престолу в своєму списку пап і антипап зробив примітку щодо Стефана II (III): «Після смерті Захарія був обраний римський священник Стефан; але через чотири дні він помер до посвячення, яке, відповідно до канонічного права того часу, було справжнім початком його понтифікату, його ім'я не було зареєстровано в Liber Pontificalis чи в інших списках пап.»